# Vidal Vanhoni
Vidal Vanhoni (Paranaguá, 7 de março de 1921 - 4 de fevereiro de 1997) foi um professor e político brasileiro.
Filho de Joaquim Vanhoni e Maria Mantovani Vanhoni. Formado em direito pela Universidade Federal do Paraná, Vanhoni foi Deputado Federal e Estadual do Paraná. Ocupou também os cargos de Vereador, Presidente da Assembleia Legislativa e Secretário da Educação do Paraná. Foi também professor da Universidade Federal do Paraná.